# Universität Osnabrück
Die Universität Osnabrück ist eine öffentliche Universität in Osnabrück, Niedersachsen.
Sie besteht seit 1974 und ist in der heutigen Form aus einer Pädagogischen Hochschule, der Adolf-Reichwein-Hochschule, hervorgegangen, die seit 1953 ihren Sitz im Osnabrücker Schloss hatte.
Im Mittelpunkt der Forschung steht eine Vielzahl von interdisziplinären Studiengängen, die nur an wenigen deutschen Universitäten angeboten werden oder die es in dieser Form nur in Osnabrück gibt. Dazu gehören beispielsweise Steuerwissenschaften (LL.M. Taxation), Angewandte Systemwissenschaft und Cognitive Science. Zentrale interdisziplinäre Einrichtungen sind das Institut für Migrationsforschung und Interkulturelle Studien (IMIS), das Interdisziplinäre Institut für die Kulturgeschichte der Frühen Neuzeit sowie das Institut für Finanz- und Steuerrecht.
Seit 1999 finanziert die Deutsche Forschungsgemeinschaft (DFG) einen biowissenschaftlichen Sonderforschungsbereich Membranproteine, mit dem die Universität in der biologischen Spitzenforschung vertreten ist. Mit dem Studienprogramm Cognitive Science hat sich die Universität Osnabrück ein international beachtetes Forschungsgebiet erschlossen. Auch das European Legal Studies Institute gehört in der Rechtsvergleichung und Rechtsvereinheitlichung zu den wichtigsten Forschungseinrichtungen Europas.
Mehrere Graduiertenkollegs sowie ein internationales Promotionsprogramm in der Physik fördern die jungen Wissenschaftler. Der botanische Garten bietet sowohl Wissenschaftlern als auch Studierenden ausgezeichnete Arbeitsbedingungen.

## Fachbereiche
Nachdem im Jahr 2015 die ehemals eigenständigen Fachbereiche 1 (Sozialwissenschaften) und 2 (Kultur- und Geowissenschaften) zu dem Fachbereich 1 (Kultur- und Sozialwissenschaften), sowie im Jahr 2023 die ehemals eigenständigen Fachbereiche 4 (Physik) und 6 (Mathematik/Informatik) zu einem neuen Fachbereich 6 (Mathematik/Informatik/Physik) zusammengeführt wurden, sind nun folgende acht Fachbereiche an der Universität Osnabrück ansässig:
- Fachbereich 1 Kultur- und Sozialwissenschaften
- Fachbereich 3 Erziehungs- und Kulturwissenschaften
- Fachbereich 5 Biologie/Chemie
- Fachbereich 6 Mathematik/Informatik/Physik
- Fachbereich 7 Sprach- und Literaturwissenschaft
- Fachbereich 8 Humanwissenschaften
- Fachbereich 9 Wirtschaftswissenschaften
- Fachbereich 10 Rechtswissenschaften

## Geschichte

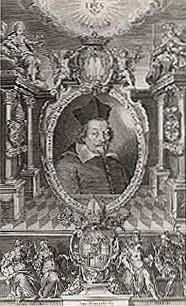
Kardinal Franz Wilhelm von Wartenberg – Gründer der Osnabrücker Universität 1629 bzw. 1632

Die 1974 errichtete Universität Osnabrück berief sich bei ihrer Gründung auf die 1629 bzw. 1632 vom Wittelsbacher Franz Wilhelm von Wartenberg in Osnabrück gründete Jesuitenuniversität, auch „Academia Carolina Osnabrugensis“ genannt. Diese war aus dem Gymnasium Carolinum entstanden. Von der Jesuitenuniversität übernahm die Osnabrücker Neugründung zunächst das Universitätswappen, das dahingehend geändert wurde, dass bei den abgebildeten christlichen Figuren der Heiligenschein entfernt wurde.
Seit 1953 bestand in Osnabrück die Adolf-Reichwein-Hochschule als Pädagogische Hochschule (PH). Sie wurde 1969 als Abteilung Osnabrück in die Pädagogische Hochschule Niedersachsen integriert und ging 1974 in der Universität Osnabrück auf. Gleiches gilt für die
- 1970: Einrichtungsbeschluss der Niedersächsischen Landesregierung
- 1973: Organisationsgesetz für die Universität Osnabrück
- 1974: Aufnahme des universitären Studienbetriebs im Sommersemester

Die Gründungsphase verlief ähnlich kontrovers wie bereits zuvor an der Universität Bremen. Umstritten war insbesondere die Berufung des marxistischen Ökonomen Ernest Mandel. Der herkömmliche Begriff Fakultät wurde durch den Begriff Fachbereich ersetzt. Mit der Gründung 1973/74 wurde die Pädagogische Hochschule Vechta aufgelöst und in einen Standort der Universität Osnabrück umgewandelt; sie blieb es bis 1995.

## Standorte

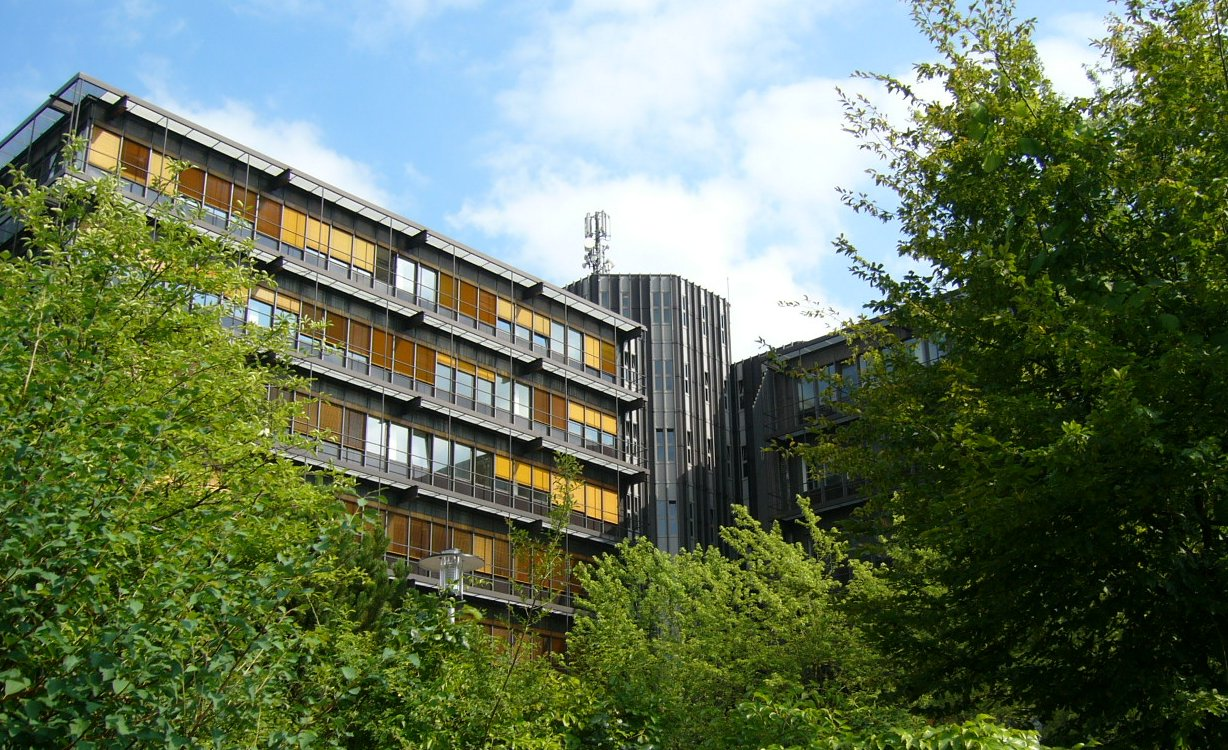
AVZ-Gebäude am Westerberg

Die Universität Osnabrück verfügt nicht über einen zentralen Campus. Stattdessen sind sämtliche Gebäude vorrangig auf zwei Regionen in der Stadt (Stadtteile Innenstadt und Westerberg) verteilt.
Das zentrale Gebäude und Verwaltungssitz ist das von dem protestantischen Fürstbischof Ernst August I. von Braunschweig-Lüneburg 1667 erbaute barocke Schloss Osnabrück am Rande der Altstadt. Geistes- und Wirtschaftswissenschaftliche Fachbereiche sowie das Juridicum befinden sich in unmittelbarer Nähe über den westlichen Teil der Innenstadt verteilt. Naturwissenschaftliche, mathematische und humanwissenschaftliche Fachbereiche sind auf dem Campus Westerberg untergebracht. Dort befindet sich auch der Botanische Garten sowie der Hauptsitz der Hochschule Osnabrück.
Bis 1995 gehörte die jetzt selbstständige Universität Vechta der Universität Osnabrück an. Der damalige Name des Standorts Vechta lautete „Universität Osnabrück – Abteilung Vechta“.

## Forschungseinrichtungen
Die Universität Osnabrück unterhält sowohl eigene Forschungszentren und -institute, als auch Forschungseinrichtungen in Kooperation mit weiteren Akteuren. Dazu gehören:
- Center of Cellular Nanoanalytics Osnabrück (CellNanOs)
- Center for Early Childhood Development and Education Research (CEDER)
- Deutsches Forschungszentrum für Künstliche Intelligenz (DFKI) – Labor Niedersachsen, mit den Forschungsbereichen Planbasierte Robotersteuerung und Smart Enterprise Engineering
- European Legal Studies Institute (ELSI)
- Institut für Empirische Wirtschaftsforschung (IEW)
- Institut für Informationsmanagement und Unternehmensführung (IMU)
- Institut für interdisziplinäre Dermatologische Prävention und Rehabilitation (iDerm), in Kooperation mit dem BG Klinikum Hamburg
- Institut für Kognitionswissenschaft (IKW)
- Institut für Kulturgeschichte der Frühen Neuzeit (IKFN)
- Institut für Migrationsforschung und Interkulturelle Studien (IMIS)
- Institut für Umweltsystemforschung (USF)
- Niedersächsisches Institut für frühkindliche Bildung und Entwicklung e. V. (nifbe)
- Jean Monnet Centre of Excellence in European Studies (JMCE)

## Universitätsbibliothek

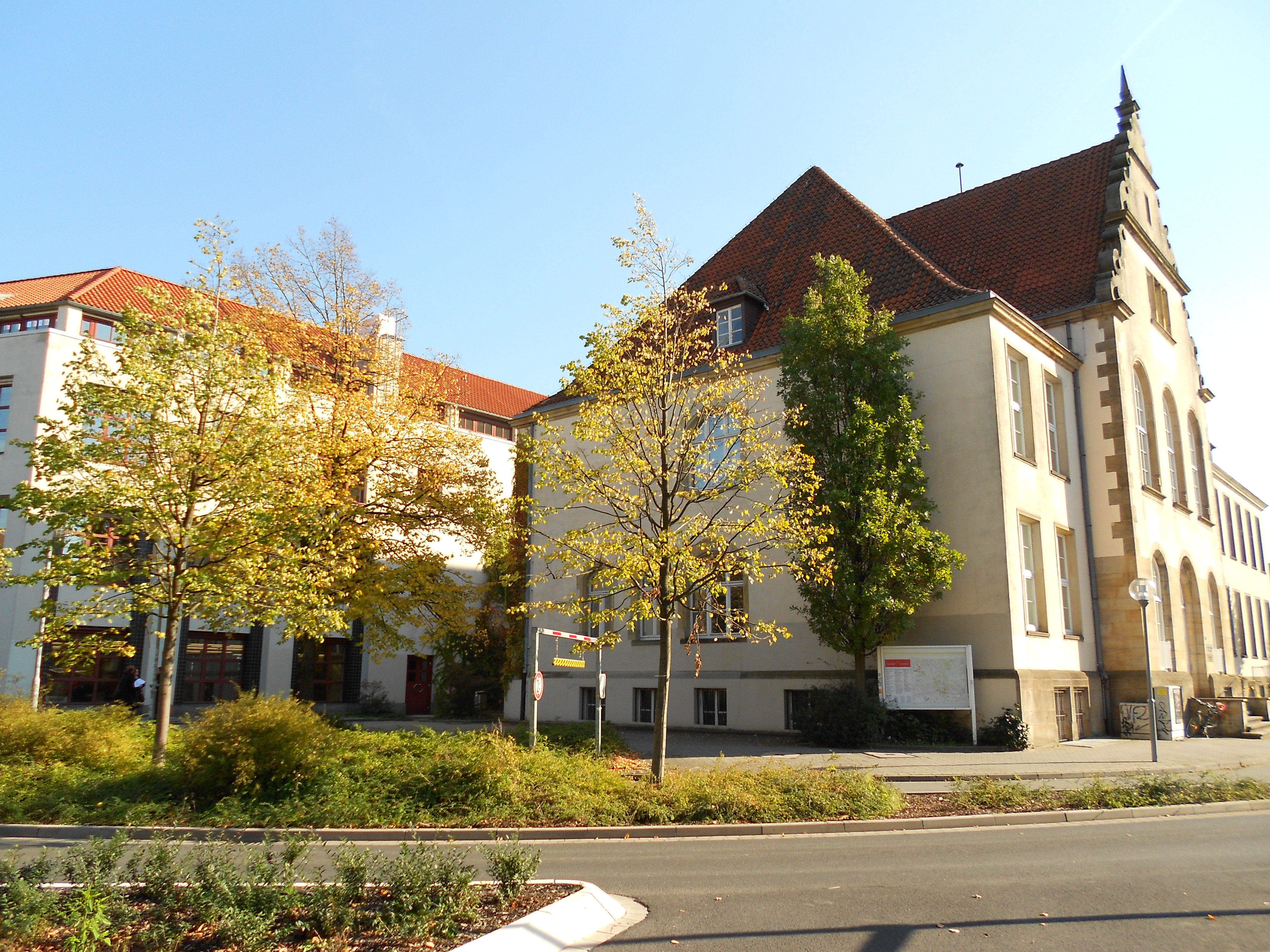
Alt- (r.) und Neubau (l.) der Bereichsbibliothek B

Die Universitätsbibliothek (UB) Osnabrück besitzt rund 1,66 Millionen gedruckter Bände (2020). Umfangreiche elektronische Medienbestände kommen hinzu, darunter rund 32.000 lizenzierte E-Journals und etwa 900 Online-Datenbanken (2020) sowie mehr als 600.000 E-Books. Kennzahlen zum Medienbestand und zur Bibliotheksnutzung werden jährlich für die Deutsche Bibliotheksstatistik erhoben und auf der Website der UB Osnabrück veröffentlicht.
Die Bibliothek unterteilt sich in drei Bereichsbibliotheken: die zentrale Bereichsbibliothek B (Bibliothek Alte Münze) für die Philologien, Kultur- und Sozialwissenschaften, die Bereichsbibliothek J/W für die Rechts- und Wirtschaftswissenschaften und die Bereichsbibliothek N für die Naturwissenschaften. Die forschungsorientierte Präsenzbibliothek des European Legal Studies Institute (ELSI) ist gleichfalls Teil des Bibliothekssystems. Die Bibliotheken B, J/W und ELSI liegen zentral in der Innenstadt, die Bereichsbibliothek N befindet sich hingegen am Campus auf dem Westerberg.
Studierende, Lehrende und sonstige Angehörige der Universität können alle Angebote der UB nutzen, dazu gehört der Zugriff auf die meisten elektronischen Ressourcen auch von außerhalb. Zu den Nutzern der Bibliothek gehören aber auch Studierende der Hochschule Osnabrück, Schüler sowie Bürgerinnen und Bürger der Stadt und Region Osnabrück. Darüber hinaus sind inzwischen alle Personen mit einer Meldeadresse in Deutschland zur Nutzung zugelassen, wenn sie einen gültigen Bibliotheksausweis besitzen. Für diesen wird einmalig eine Gebühr von 5 EUR erhoben. Neben den gedruckten und elektronischen Medien stehen den Nutzern vor Ort rund 1.600 Arbeitsplätze zur Verfügung, zudem Recherche-PCs sowie Einzel- und Gruppenarbeitsräume.

## Partneruniversitäten
Die Universität Osnabrück pflegt, wie viele Universitäten Deutschlands, Kontakte zu anderen Hochschulen weltweit. Insgesamt hat die Universität und die verschiedenen Fachbereiche mehr als 90 Partneruniversitäten in Europa, Asien, Amerika, Ozeanien und Afrika. Neben gemeinsamen Forschungsprojekten steht vor allem der Austausch von Studierenden und Wissenschaftlern im Vordergrund.

## Präsidenten der Universität Osnabrück
| Name                   | Amtszeit                                                              |
| ---------------------- | --------------------------------------------------------------------- |
| Heinz-Dietrich Doebner | kommissarischer Rektor 1973–1974                                      |
| Manfred Horstmann      | kommissarischer Rektor 1974–1975 Rektor 1975–1979 Präsident 1979–1990 |
| Rainer Künzel          | Präsident 1990–2004                                                   |
| Claus Rollinger        | Präsident 2004–2013                                                   |
| Wolfgang Lücke         | Präsident 2013–2019                                                   |
| Susanne Menzel-Riedl   | Präsidentin seit 2019                                                 |

Bis 1979 war die Amtsbezeichnung des Leiters der Universität Osnabrück Rektor, danach Präsident.

## Verfasste Studierendenschaft
Als Teilkörperschaft des öffentlichen Rechts ist die Verfasste Studierendenschaft im Rahmen der studentischen Selbstverwaltung die Vertretung aller eingeschriebenen Studierenden gegenüber der Hochschule, der Hochschulleitung und der Öffentlichkeit.
Die Studierendenschaft wählt einmal im Jahr den Studierendenrat, der den Allgemeinen Studierendenausschuss wählt.

## Auszeichnungen

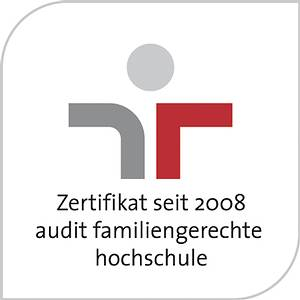

### Grundzertifikat 2008 „audit familiengerechte hochschule“
Die Universität Osnabrück wurde am 28. April 2008 von der berufundfamilien gemeinnützigen GmbH mit dem „Grundzertifikat 2008 audit familiengerechte hochschule“ ausgezeichnet. Ziel der Auditierung und Zertifizierung ist durch eine familiebewusste Universität die besten Köpfe des Landes zu gewinnen. Bisher wurden unter anderen der Arbeitskreis „Studieren mit Kind“, der Initiativkreis Kinderbetreuung, zwei Kindertagesstätten und viele weitere wichtige Institutionen gegründet und Maßnahmen geschaffen.
Am 15. Dezember 2017 erhielt die Universität Osnabrück nach erfolgreiche Re-Auditierung das Zertifikat zum vierten Mal in Folge.

## Bilder der Universitätsgebäude

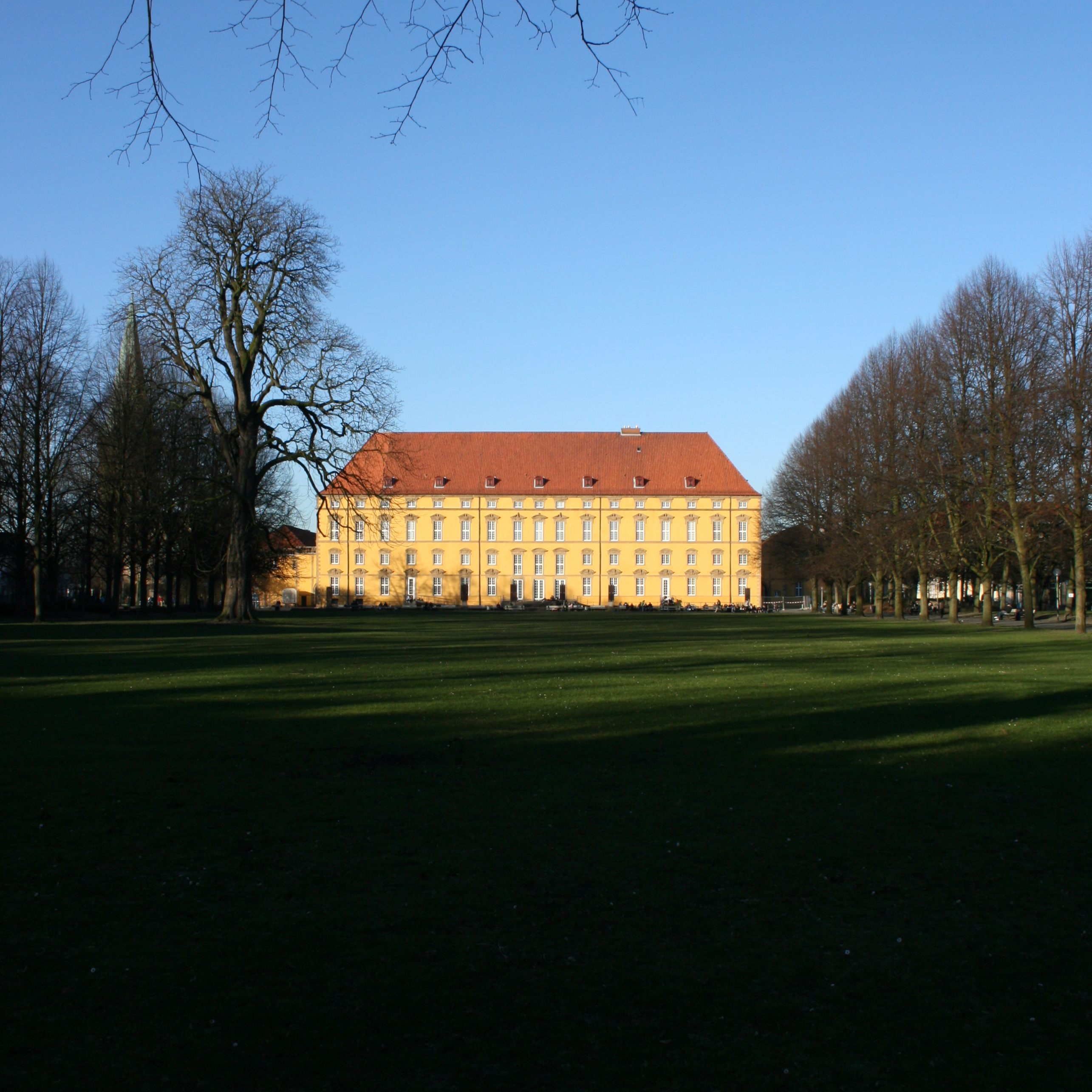
Das Osnabrücker Schloss ist mit Seminarräumen, Hörsälen und Verwaltungstrakt das Hauptgebäude der Universität.
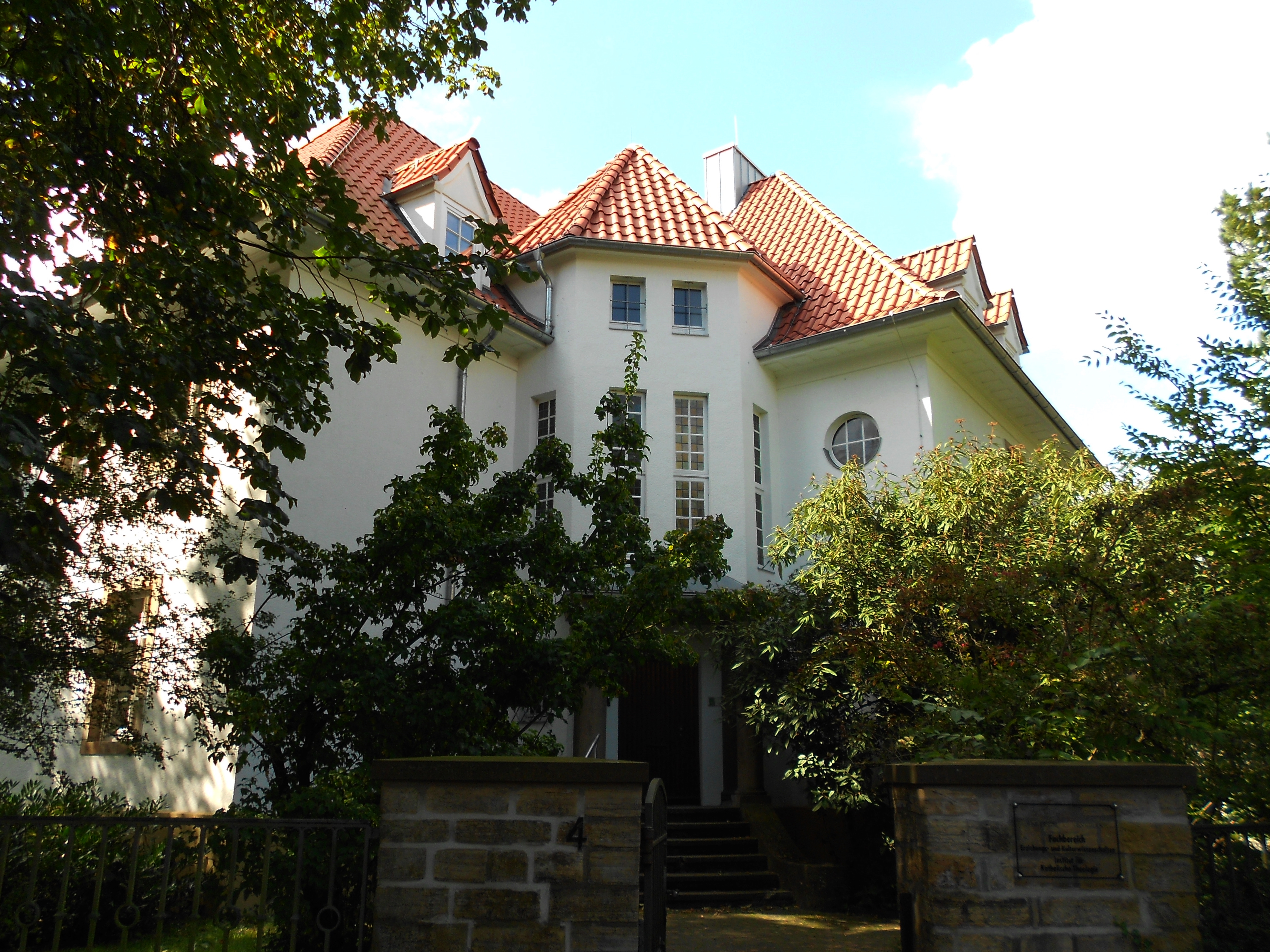
Das Institut für Katholische Theologie befindet sich an der Ecke Schloßstraße/Kolpingstraße.
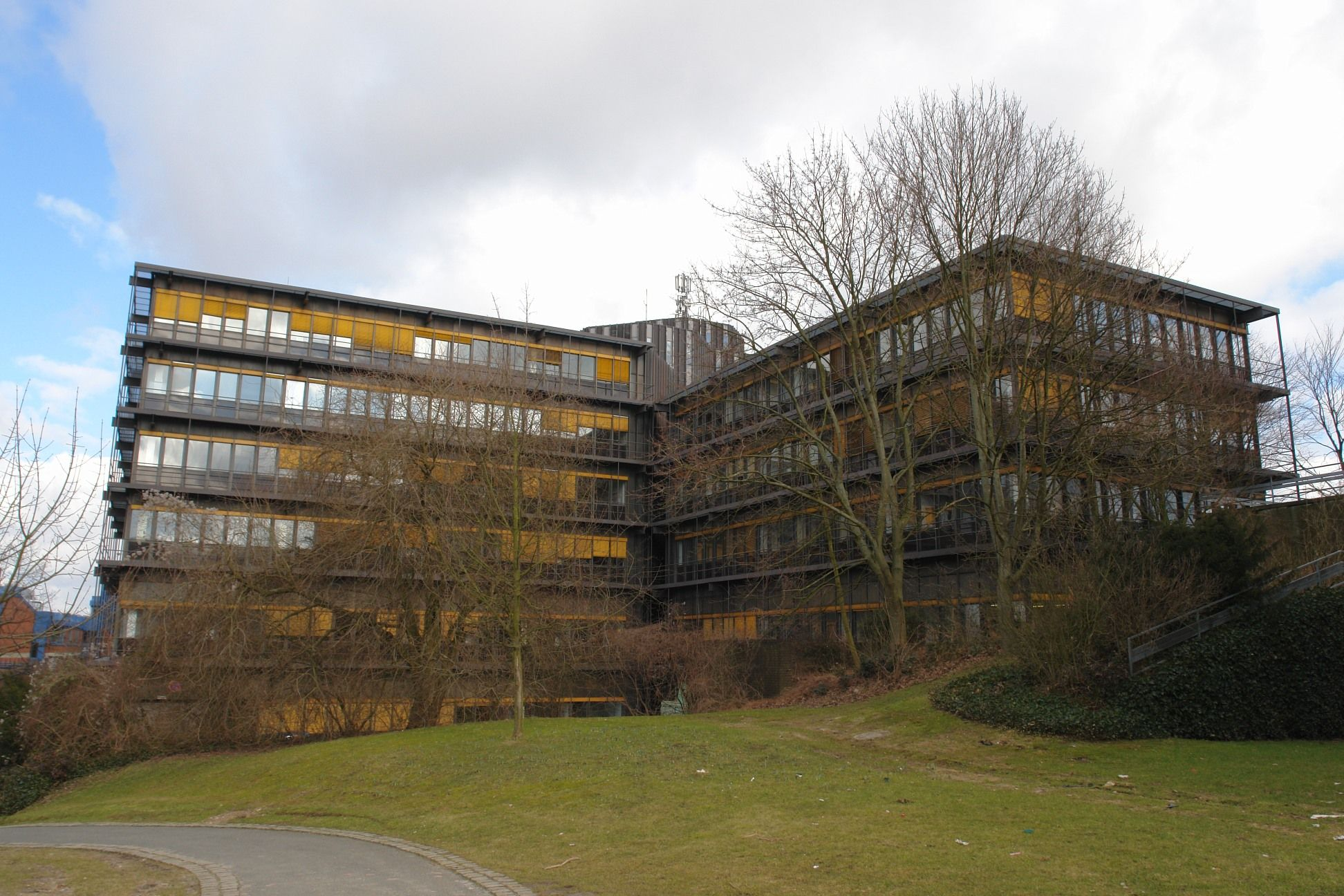
Im „AVZ“ war der Fachbereich 6 heimisch. Wegen mangelnden Brandschutzes steht der Abriss des Gebäudes bevor.
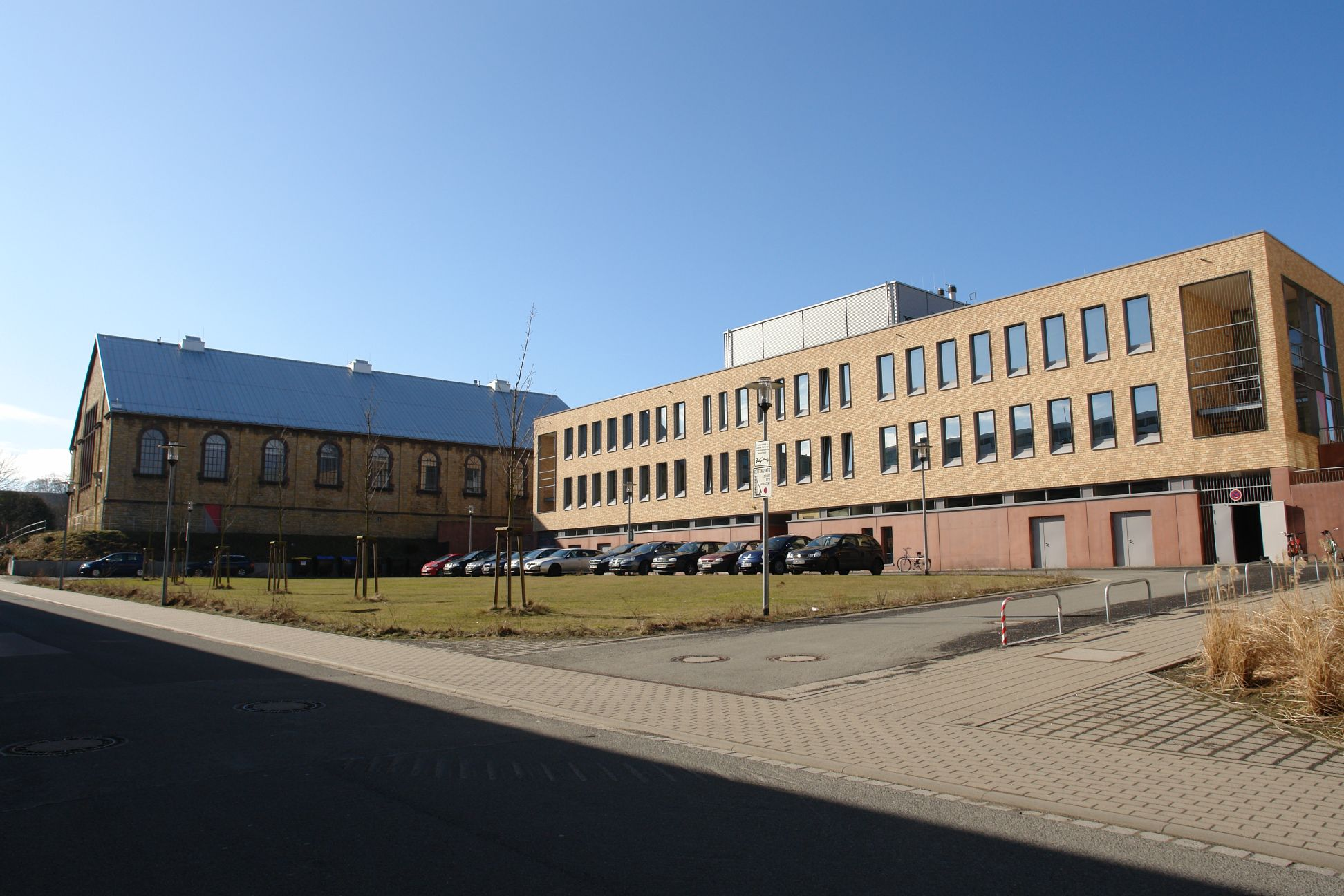
Die denkmalgeschützte „Reithalle“ beherbergt Hörsäle und das Institut für Umweltsystemforschung (USF).
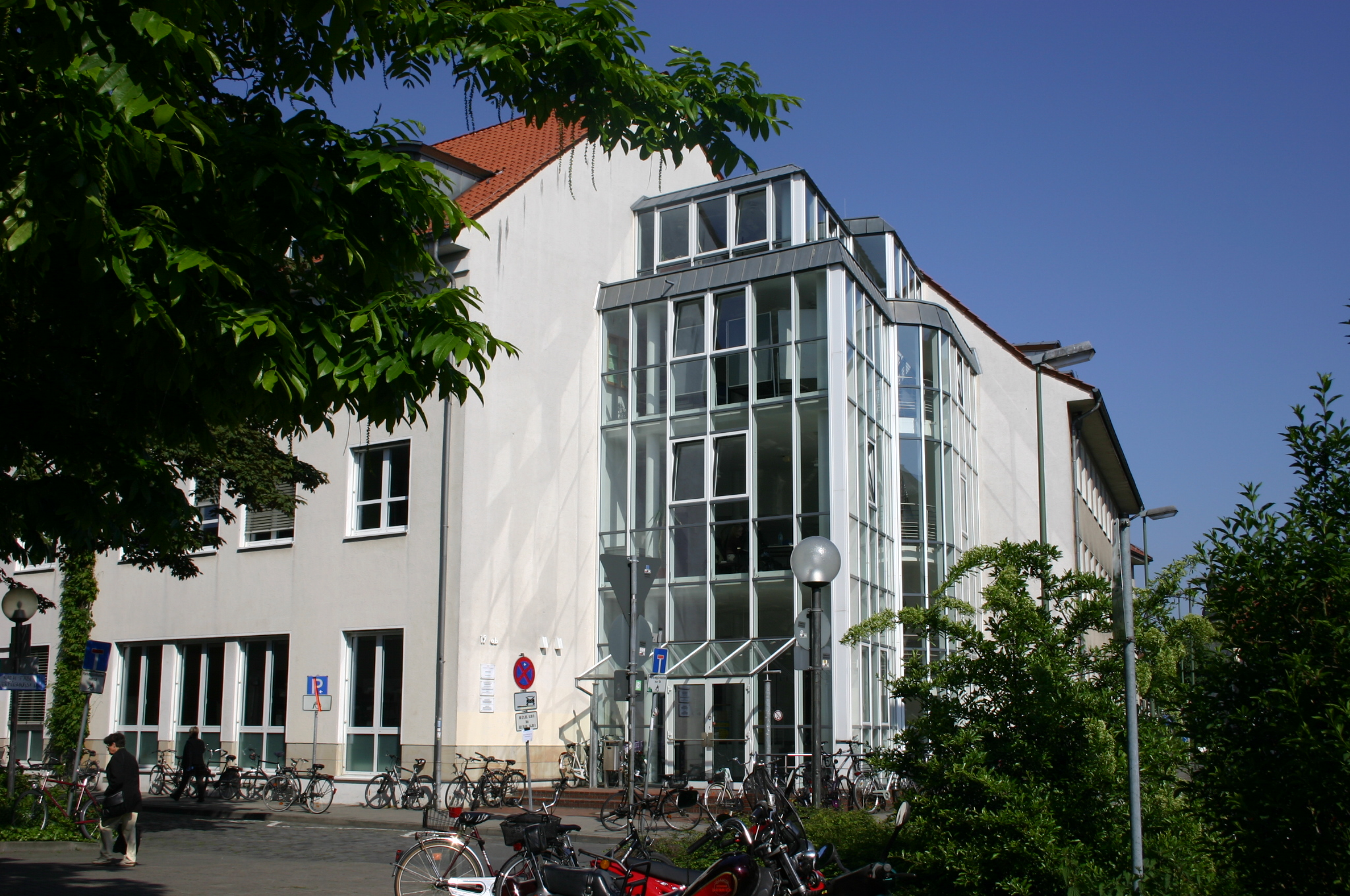
Das Gebäude der Geographie und des Instituts für Migrationsforschung (IMIS) liegt in der Nähe des Schlosses.
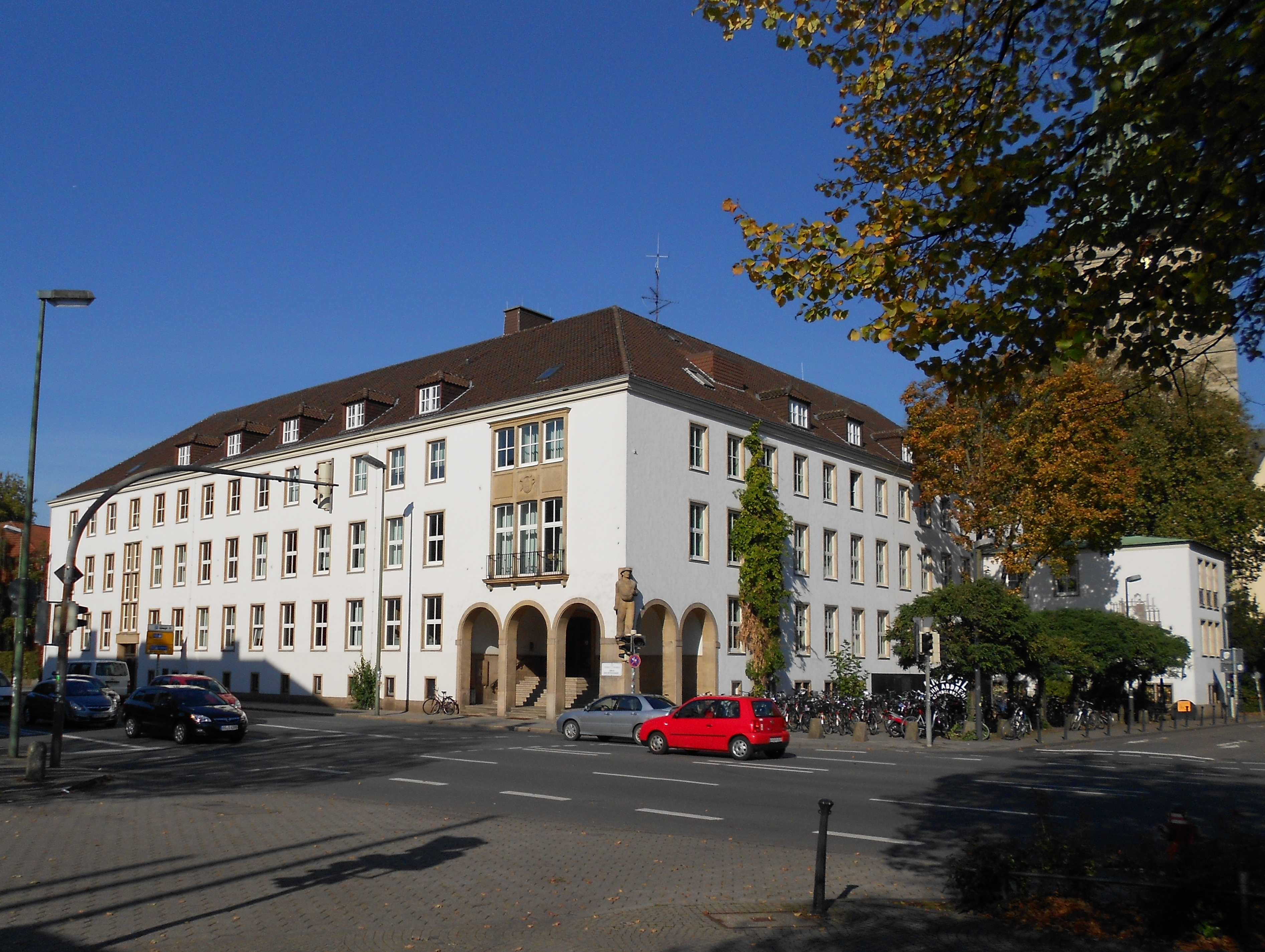
Im „Alten Kreishaus“, dem früheren Sitz des Landkreises Osnabrück, ist der Fachbereich 7 untergebracht.
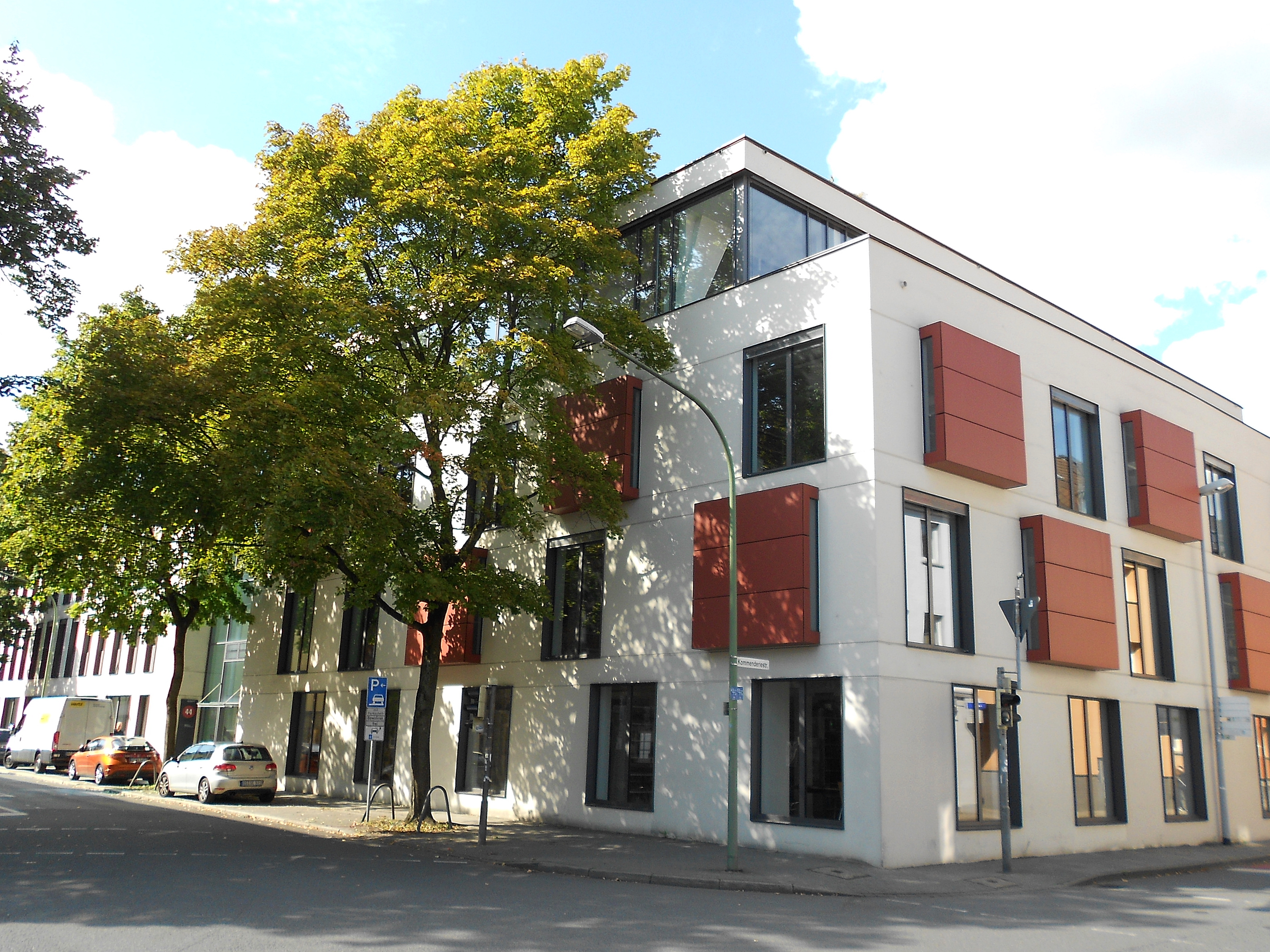
Das European Legal Studies Institute residiert seit 2009 in der südlichen Innenstadt.

## Bekannte Professoren und Absolventen
Hier ist eine Liste von bekannten derzeitigen und ehemaligen Professoren sowie Absolventen.

### Professoren
- Siehe: Kategorie:Hochschullehrer (Universität Osnabrück)

### Bekannte Absolventen (Auswahl)
- André Berghegger (* 1972), deutscher Politiker (CDU) (Student der Rechtswissenschaften)
- Ulf Buermeyer (* 1976), deutscher Jurist und Vorsitzender der Gesellschaft für Freiheitsrechte (Student der Rechtswissenschaften und der Psychologie)
- Silvia Breher (* 1973), deutsche Politikerin (CDU) (Studentin der Rechtswissenschaften)
- Engin Fırat (* 1970), türkischer Fußballtrainer (Student der Sportwissenschaften)
- Lothar Fischer (* 1955), Jurist (Promotion in Rechtswissenschaften)
- Olaf Fritsche (* 1967), deutscher Schriftsteller (Student der Biophysik)
- Helmut Gels (* 1952), Bürgermeister von Vechta (Student der Rechtswissenschaften)
- Thomas Gerdiken (* 1960), deutscher Pianist und Sänger/Ehrenbürger der Stadt New Orleans (Student der Musik und Geographie)
- Stefanie Hiekmann (* 1990), deutsche Foodjournalistin und Kochbuchautorin (Studentin der Sozialwissenschaften)
- Natalie Hof Ramos (* 1986), deutsche Moderatorin und Pokerspielerin (Studentin der Pädagogik und Theologie)
- Heinz Rudolf Kunze (* 1956), deutscher Schriftsteller und Rocksänger (Student der Germanistik und Philosophie)
- Oliver Lowin (* 1974), deutscher Politiker (SPD) (Student der Rechtswissenschaften)
- Krešimir Matijević (* 1975), deutscher Althistoriker (Student der Geschichtswissenschaften und Germanistik)
- Hubert Müller (1936–1995), deutscher katholischer Theologe (Student der Philosophie und der Katholischen Theologie)
- Barbara Rendtorff (* 1951), Professorin für Schulpädagogik und Geschlechterforschung (Habilitation in Erziehungswissenschaften)
- Bernd Schlömer (* 1971), deutscher Politiker (FDP, ehemals Vorsitzender Piratenpartei) (Student der Sozialwissenschaften)
- Martin Schwanholz (* 1960), deutscher Politiker (SPD) (Student der Wirtschafts- und Sozialwissenschaften)
- Wolfgang Spickermann (* 1959), deutscher Althistoriker (Student der Philosophie und katholischen Theologie)
- Michael Timme (* 1971), Professor (Student der Rechtswissenschaften)
- Rainer Werning (* 1949), Publizist (Student der Sozialwissenschaften)
- Christian Wulff (* 1959), deutscher Politiker (CDU) und 10. Bundespräsident der Bundesrepublik Deutschland (Student der Rechtswissenschaften)
- Tilman Kuban (* 1987), deutscher Politiker (CDU), Mitglied des Deutschen Bundestages (Student der Rechtswissenschaften)
- Tiemo Wölken (* 1985), deutscher Politiker (SPD), Mitglied des Europäischen Parlaments (Student der Rechtswissenschaften)

## Trivia
An der Universität Osnabrück wurde Mitte der 1970er Jahre die mit dem Apronym OBST bekannte Zeitschrift Osnabrücker Beiträge zur Sprachtheorie gegründet, die allerdings weniger theoretisch, sondern eher anwendungsorientiert ist (erscheint heute im Universitätsverlag Rhein-Ruhr in Duisburg).